# The Curtain Hits the Cast
The Curtain Hits the Cast è il terzo album in studio del gruppo musicale statunitense Low, pubblicato nel 1996.

## Tracce
1. Anon – 4:18
2. The Plan – 3:40
3. Over the Ocean – 3:47
4. Mom Says – 5:19
5. Coattails – 6:51
6. Standby – 5:09
7. Laugh – 9:34
8. Lust – 4:04
9. Stars Gone Out – 4:26
10. Prisoner (*)  – 3:46
11. Tomorrow One (*) – 3:49
12. Same – 2:05
13. Do You Know How to Waltz? – 14:37
14. Dark  – 0:53

(*) - tracce presenti solo nella versione LP

## Formazione
Gruppo
- Alan Sparhawk - chitarre, voce, tastiere
- Mimi Parker - percussioni, voce
- Zak Sally - basso, tastiere

Collaboratori
- Steve Fisk - tastiere